# Жакунда (Пара)

Жакунда на карте штата.

Жакунда (порт. Jacundá) — муниципалитет в Бразилии, входит в штат Пара. Составная часть мезорегиона Юго-восток штата Пара. Входит в экономико-статистический микрорегион Тукуруи. Население составляет 51 360 человек на 2010 год. Занимает площадь 2008,315 км². Плотность населения — 25,57 чел./км².

## Демография
Согласно сведениям, собранным в ходе переписи 2010 г. Национальным институтом географии и статистики (IBGE), население муниципалитета составляет:
| Полное население                               | Полное население                               | Полное население                               | Полное население                               | 51 360 |
| ---------------------------------------------- | ---------------------------------------------- | ---------------------------------------------- | ---------------------------------------------- | ------ |
| в том числе:                                   | Городское население                            | 45 683                                         | Процент городского населения, %                | 88,95  |
|                                                | Сельское население                             | 5677                                           | Процент сельского населения, %                 | 11,05  |
|                                                | Мужское население                              | 25 769                                         | Процент мужского населения, %                  | 50,17  |
|                                                | Женское население                              | 25 591                                         | Процент женского населения, %                  | 49,83  |
| Плотность населения, чел/км²                   | Плотность населения, чел/км²                   | Плотность населения, чел/км²                   | Плотность населения, чел/км²                   | 25,57  |
| Население муниципалитета в % к населению штата | Население муниципалитета в % к населению штата | Население муниципалитета в % к населению штата | Население муниципалитета в % к населению штата | 0,68   |

По данным оценки 2015 года, население муниципалитета составляет 56 006 жителей.

## Статистика
- Валовой внутренний продукт на 2003 год составляет 113 261 493,00 реалов (данные: Бразильский институт географии и статистики).
- Валовой внутренний продукт на душу населения на 2003 год составляет 2529,23 реалов (данные: Бразильский институт географии и статистики).
- Индекс развития человеческого потенциала на 2000 год составляет 0,691 (данные: Программа развития ООН).

## Важнейшие населенные пункты
| № | Населённый пункт | Населённый пункт (порт.) | Категория | Население чел. (2010) | На карте                       |
| - | ---------------- | ------------------------ | --------- | --------------------- | ------------------------------ |
| 1 | Жакунда          | Jacundá                  | город     | 45 683                | 4°26′47″ ю. ш. 49°06′46″ з. д. |
| 2 | Паже             | Pajé                     | поселок   | 177                   | 4°49′14″ ю. ш. 49°12′57″ з. д. |